# Campo di concentramento di Esterwegen

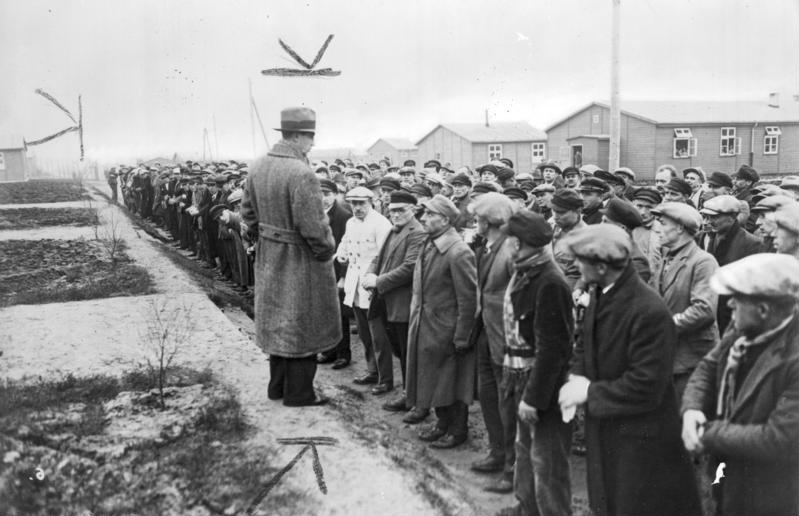
Rudolf Diels del Ministero degli Interni prussiano rivolgendosi ai detenuti nel campo di concentramento di Esterwegen, 1933

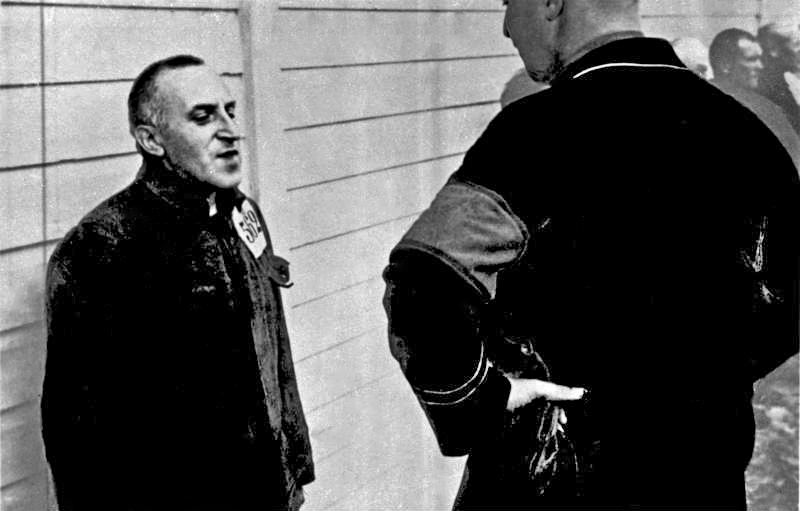
Carl von Ossietzky nel campo di concentramento di Esterwegen, 1934.

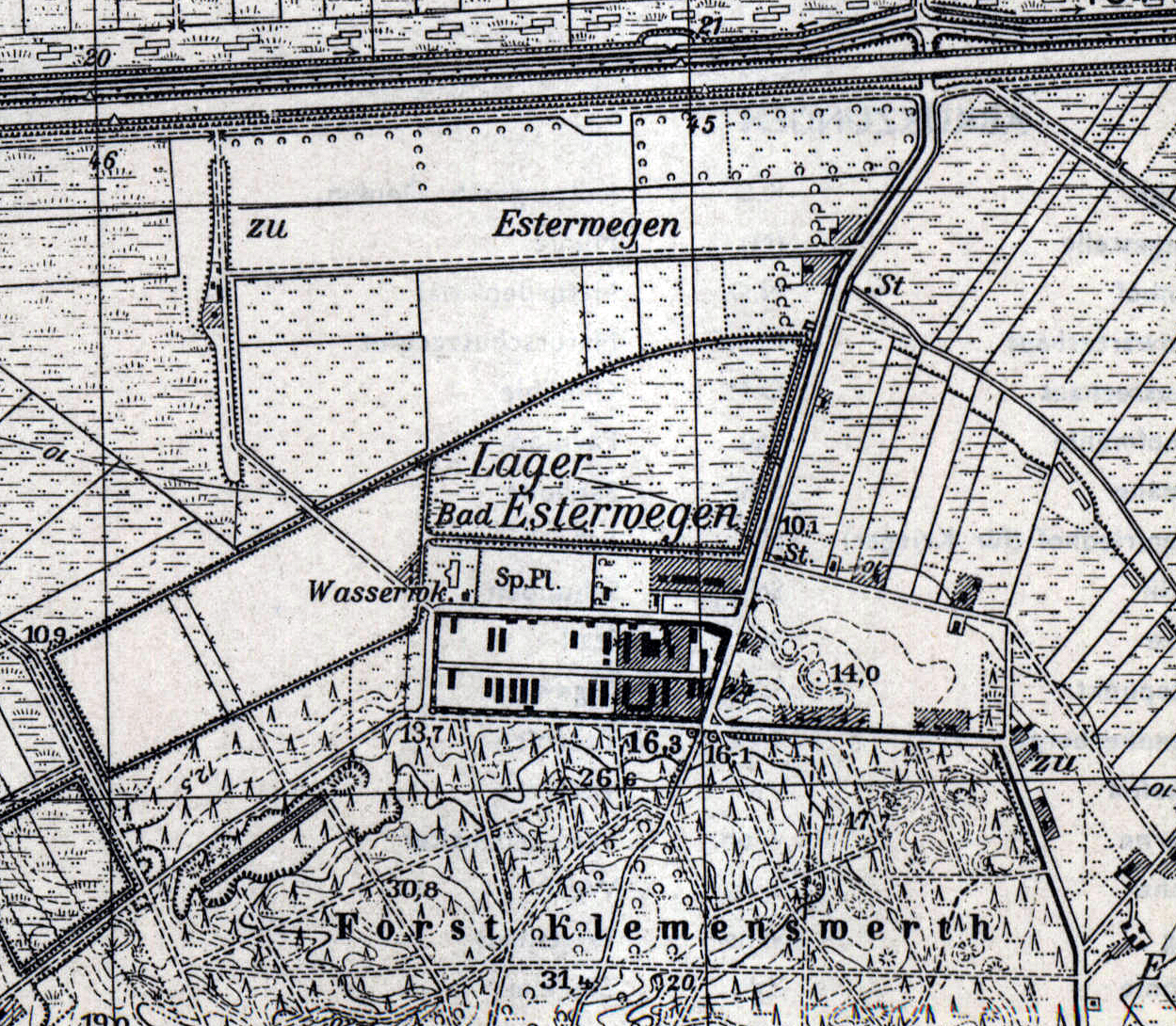
Mappa del campo del 1955

Il campo di concentramento di Esterwegen era il primo campo di concentramento nazista all'interno di un sistema di campi, stabiliti per la prima volta nel distretto di Emsland in Germania. È stato istituito nell'estate del 1933 come campo di concentramento per 2 000 cosiddetti prigionieri in custodia protettiva politica e che per un tempo è stato il secondo campo di concentramento più grande dopo Dachau. Il campo fu poi chiuso nell'estate del 1936. 
Successivamente, fino al 1945 fu utilizzato come campo di prigionia: qui erano detenuti anche i prigionieri politici ed i cosiddetti prigionieri Nacht und Nebel. Dopo la fine della guerra, Esterwegen fu usato come campo di internamento britannico, poi come prigione e, fino al 2000, come deposito per l'esercito tedesco.
Il prigioniero più famoso fu Carl von Ossietzky, scrittore ed editore del settimanale Die Weltbühne, che vinse il Premio Nobel per la pace nel 1935. Il comico Werner Finck fu detenuto a Esterwegen per sei settimane.
SS-Hauptscharführer Gustav Sorge, noto per la sua brutalità, era una guardia a Esterwegen prima di essere assegnato a Sachsenhausen; fu condannato per crimini di guerra.

## Galleria d'immagini

Memoria sul campo di concentramento di Esterwegen
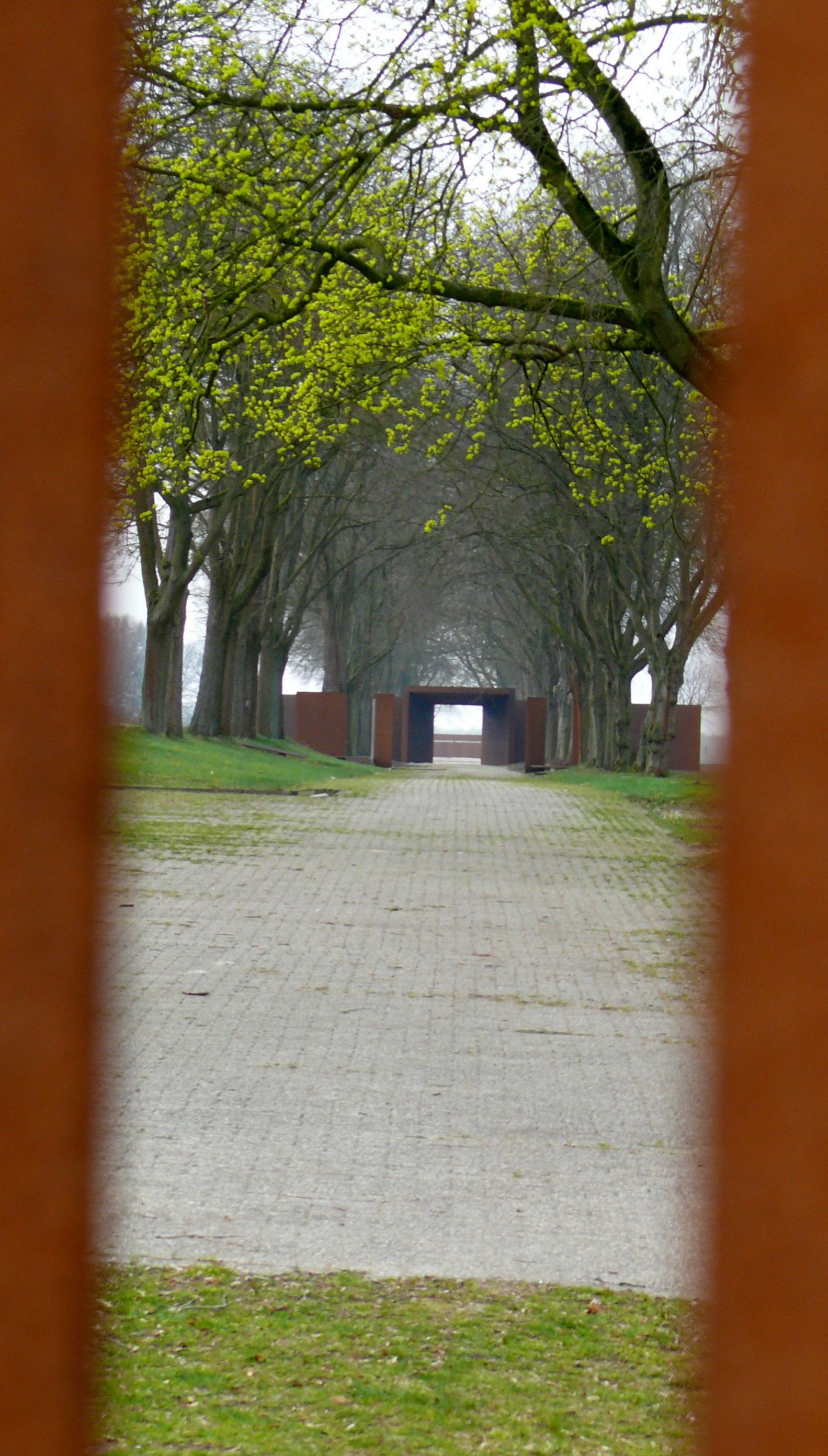
Vista attraverso una fessura tra il sito dell'ex cancello anteriore e l'ex Camp Road.
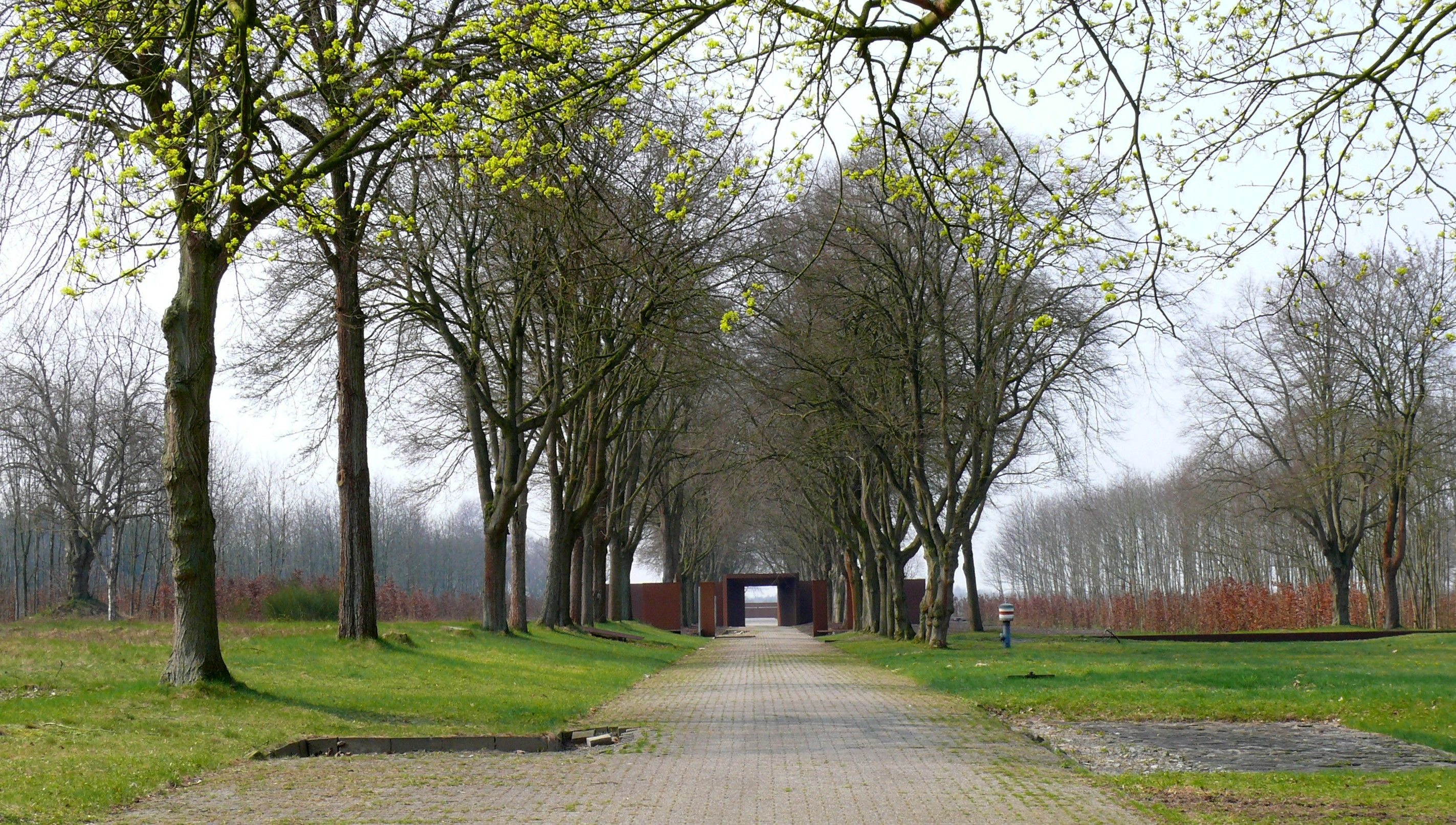
Vista sulla strada del campo dal cancello principale.
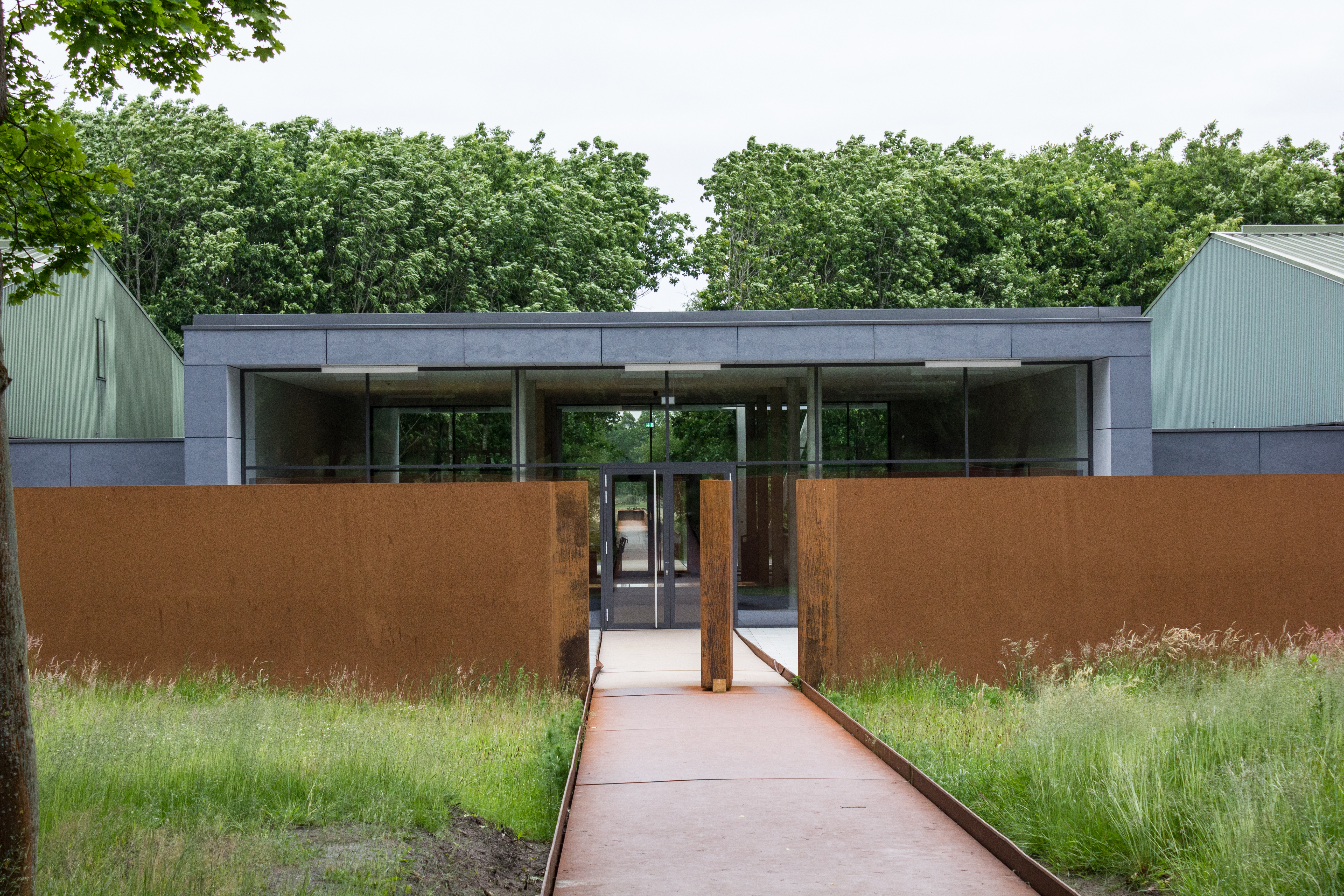
La via d'uscita dal campo verso la palude attraverso il memoriale.